# 上海爱乐乐团
上海爱乐乐团（Shanghai Philharmonic Orchestra）是上海市的一所国营管弦乐团，其前身是成立于1956年的上海电影乐团和成立于1950年的上海广播乐团。
现任总监张艺，驻团指挥张亮。历任总监、驻团指挥有胡咏言、陈佐湟、李顺咏、许忠、汤沐海等。现为上海东方艺术中心的驻场乐团。

## 历史沿革
- 1950年，上海广播乐团成立。1984年分为上海广播电视乐团和上海广播电视艺术团，前者以管弦乐为主，后者以曲艺、声乐、民乐为主；1993年两团合并，更名为上海广播电视乐团总团[1]。

- 1956年6月，上海电影乐团成立，主要为上海及各地制片厂摄制的各类影片配录音乐[2]。

- 1996年1月，随着原上海市广播电视局与上海市电影局的合并，原上海电影乐团和原上海广播电视乐团合并为上海广播交响乐团[3]。另成立上海东方广播民族乐团、上海电视台艺术团。

- 2004年4月，上海广播交响乐团更为现名[4]。

- 2021年11月13日，上海爱乐乐团在东方艺术中心正式公演交响曲《百年颂》，該作品為庆祝中国共产党成立100周年作品。[5]